# بادقپک‌تباران
بادقپک‌تباران یا بادخورک‌های کوچک (نام علمی: Collocaliini) نام یک تبار از تیره بادخورکان است.